# Fukujamovo párování
Fukujamovo párování je organická reakce thioesterů s orgaozinečnatými halogenidy za přítomnosti palladiových katalyzátorů, produkty jsou ketony. Reakci objevil Tóru Fukujama v roce 1998.
Reakce se vyznačuje vysokou chemoselektivitou, mírnými podmínkami a používáním málo toxických reaktantů.
Jednou z výhod této reakce je to, že se zastavuje u ketonu a nevytváří terciární alkohol. Výchozí látky mohou obsahovat různé funkční skupiny, jako jsou ketony, acetáty, thioethery, arylbromidy, chloridy a aldehydy.
Tato reakce byla zahrnuta do syntézy biotinu.
Fukujamovu párování se podobá dříve vyvinutá Fukujamova redukce.